# Lucas Lobos
Lucas Armando Lobos Mack (ur. 3 sierpnia 1981 w La Placie) – meksykański piłkarz pochodzenia argentyńskiego występujący na pozycji ofensywnego pomocnika, obecnie zawodnik Toluki.

## Kariera klubowa
Lobos pochodzi z miasta La Plata i treningi piłkarskie rozpoczynał już jako pięciolatek, a jego pierwszym zespołem była amatorska ekipa o nazwie Peñarol Infantil Olmos. W późniejszym czasie jeździł na testy do czołowych klubów w Argentynie, takich jak Boca Juniors, Newell’s Old Boys czy Estudiantes La Plata, jednak nie znalazł zatrudnienia w żadnym z nich. W wieku dziewiętnastu lat został zawodnikiem drużyny ze swojego rodzinnego miasta – Gimnasia y Esgrima La Plata i już po upływie kilku miesięcy szkoleniowiec Timoteo Griguol zdecydował się go włączyć do seniorskiego zespołu. W argentyńskiej Primera División zadebiutował 9 września 2001 w wygranym 3:2 meczu z Banfield, a w wiosennym sezonie Clausura 2002 zdobył ze swoją ekipą wicemistrzostwo kraju. Ani razu nie pojawił się wówczas na ligowych boiskach, lecz już po upływie roku wywalczył sobie pewne miejsce w wyjściowej jedenastce Gimnasii. Premierowego gola w najwyższej klasie rozgrywkowej strzelił 29 czerwca 2003 w wygranej 2:0 konfrontacji z Huracánem. Podczas jesiennego sezonu Apertura 2005 zanotował z Gimnasią kolejny tytuł wicemistrzowski, tym razem będąc już kluczowym piłkarzem ekipy.
Wiosną 2006 Lobos przeszedł do walczącego o utrzymanie w pierwszej lidze hiszpańskiego zespołu Cádiz CF z siedzibą w Kadyksie, który za jego transfer zapłacił 1,6 miliona euro. W Primera División zadebiutował w jego barwach 15 stycznia 2006 w wygranym 2:0 spotkaniu z Málagą i szybko został podstawowym piłkarzem drużyny prowadzonej przez urugwajskiego trenera Víctora Espárrago. Premierową bramkę w lidze hiszpańskiej zdobył 19 lutego tego samego roku w przegranym 1:3 pojedynku z Osasuną, a na koniec sezonu 2005/2006 z siedmioma golami na koncie został najskuteczniejszym zawodnikiem swojej drużyny, jednak równocześnie zajął z Cádizem przedostatnie miejsce w tabeli i spadł z nim do Segunda División. Mimo to pozostał w ekipie z Kadyksu i w drugiej lidze spędził w niej jeszcze półtora roku, bezskutecznie walcząc o powrót do najwyższej klasy rozgrywkowej.
W styczniu 2008 roku Lobos za sumę dwóch milionów euro przeniósł się do meksykańskiego klubu Tigres UANL z siedzibą w Monterrey, podpisując z nim kontrakt opiewający na czteroletni okres. W meksykańskiej Primera División zadebiutował 19 stycznia 2008 w zremisowanym 1:1 spotkaniu z San Luis i od razu wywalczył sobie niepodważalną pozycję w pierwszym składzie, zostając głównym reżyserem akcji ofensywnych drużyny i czołowym piłkarzem ligi. Pierwsze trafienie w lidze meksykańskiej zanotował 1 marca tego samego roku w wygranej 3:0 konfrontacji z Américą, natomiast w 2009 roku triumfował ze swoją ekipą w rozgrywkach SuperLigi. Największe sukcesy drużynowe i indywidualne w barwach Tigres odniósł jednak za kadencji brazylijskiego szkoleniowca Ricardo Ferrettiego, który w grudniu 2010 uczynił go kapitanem drużyny. W wiosennym sezonie Clausura 2011 został uhonorowany w oficjalnym plebiscycie Meksykańskiego Związku Piłki Nożnej nagrodą dla najlepszego piłkarza ligi meksykańskiej.
Osiągnięcie w postaci odznaczenia dla najlepszego zawodnika ligi Lobos powtórzył również pół roku później, podczas rozgrywek Apertura 2011, kiedy to otrzymał również nagrodę dla najlepszego ofensywnego pomocnika rozgrywek i wywalczył z Tigres pierwszy od niemal trzydziestu lat w dziejach klubu tytuł mistrza Meksyku. W sezonie Clausura 2012 drugi raz z rzędu otrzymał nagrodę dla najlepszego ofensywnego pomocnika ligi, zaś w sezonie Clausura 2014 zdobył ze swoją ekipą puchar Meksyku – Copa MX. Bezpośrednio po tym wskutek słabszej formy został jednak wystawiony na listę transferową. Ogółem w barwach Tigres spędził sześć i pół roku (z czego trzy i pół w roli kapitana zespołu), rozgrywając dla tej ekipy 232 spotkania we wszystkich rozgrywkach i zdobywając w nich 68 goli. Jest uznawany za jedną z największych legend w historii klubu.
Latem 2014 Lobos za sumę pięciu milionów dolarów został zawodnikiem zespołu Deportivo Toluca.
| Sezon     | Klub                        | Kraj      | Rozgrywki        | Mecze | Bramki |
| --------- | --------------------------- | --------- | ---------------- | ----- | ------ |
| 2001/2002 | Gimnasia y Esgrima La Plata | Argentyna | Primera División | 7     | 0      |
| 2002/2003 | Gimnasia y Esgrima La Plata | Argentyna | Primera División | 19    | 1      |
| 2003/2004 | Gimnasia y Esgrima La Plata | Argentyna | Primera División | 27    | 2      |
| 2004/2005 | Gimnasia y Esgrima La Plata | Argentyna | Primera División | 35    | 3      |
| 2005/2006 | Gimnasia y Esgrima La Plata | Argentyna | Primera División | 18    | 5      |
| 2005/2006 | Cádiz CF                    | Hiszpania | Primera División | 20    | 7      |
| 2006/2007 | Cádiz CF                    | Hiszpania | Segunda División | 25    | 7      |
| 2007/2008 | Cádiz CF                    | Hiszpania | Segunda División | 17    | 2      |
| 2007/2008 | Tigres UANL                 | Meksyk    | Liga MX          | 15    | 2      |
| 2008/2009 | Tigres UANL                 | Meksyk    | Liga MX          | 35    | 13     |
| 2009/2010 | Tigres UANL                 | Meksyk    | Liga MX          | 28    | 7      |
| 2010/2011 | Tigres UANL                 | Meksyk    | Liga MX          | 34    | 9      |
| 2011/2012 | Tigres UANL                 | Meksyk    | Liga MX          | 39    | 16     |
| 2012/2013 | Tigres UANL                 | Meksyk    | Liga MX          | 33    | 14     |
| 2013/2014 | Tigres UANL                 | Meksyk    | Liga MX          | 35    | 2      |
| 2014/2015 | Deportivo Toluca            | Meksyk    | Liga MX          | 34    | 2      |
| 2015/2016 | Deportivo Toluca            | Meksyk    | Liga MX          |       |        |

## Kariera reprezentacyjna
W marcu 2012 Alejandro Sabella, selekcjoner reprezentacji Argentyny, publicznie uznał możliwość powołania Lobosa do kadry narodowej, co jednak ostatecznie nie nastąpiło. W lipcu 2013 zawodnik otrzymał meksykańskie obywatelstwo, po pięciu latach zamieszkiwania w tym kraju i dwa miesiące później został powołany przez Víctora Manuela Vuceticha, szkoleniowca reprezentacji Meksyku, na spotkania eliminacji do Mistrzostw Świata z Panamą i Kostaryką. Ostatecznie nie wybiegł jednak na boisko w żadnym z nich.